# جی‌اچ‌اس‌اف
جی‌اچ‌اس‌اف (انگلیسی: JHSF) شرکت املاک و مستغلات برزیلی است، که در سال ۱۹۷۲ توسط فابیو اوریمو تأسیس شد.